# (467153) 2016 EC87
(467153) 2016 EC87 es un asteroide perteneciente al cinturón de asteroides, descubierto el 28 de diciembre de 2011 por el equipo Spacewatch desde el Observatorio Nacional de Kitt Peak (Arizona, Estados Unidos).